# Izet Sheshivari
Izet Sheshivari, né à Genève le 11 août 1981, est un artiste, éditeur, graphiste et commissaire d'exposition suisse.  Il est le fondateur des éditions Boabooks, créées en septembre 2007 et spécialisées dans la publication de livres d'artistes. Il vit et travaille à Genève.

## Biographie

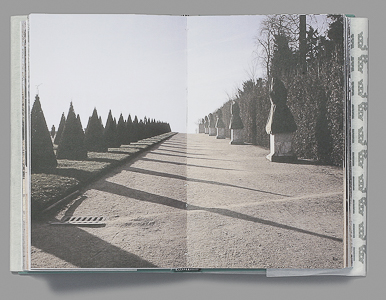
Izet Sheshivari, La promenade du roi, livre d'artiste, 2002

À l’École des arts décoratifs de Genève, il obtient son certificat fédéral de capacité (CFC) en 2001. Son projet de diplôme remporte le prix d'encouragement de l'Union des graphistes suisses, décerné au meilleur CFC de Suisse. Il obtient par la suite en 2004 un diplôme HES de designer en communication visuelle à l'École cantonale d’art de Lausanne (ECAL). Dans le cadre de ses études à l'ECAL, de 2002 à 2004, il suit les cours de dessins de caractères de François Rappo, ainsi que ceux d'intervenants et professeurs tels que Dimitri Bruni et Manuel Krebs (NORM), Aude Lehmann et Linda van Deursen.
À partir de 2002, il développe un travail personnel avec le médium du livre. Cela se concrétise par son premier livre d'artiste intitulé La promenade du roi, publié à l'ECAL en 2002. Ce spécimen présente des polices de caractères modulaires dessinées d'après la vue en plan du jardin de Versailles créé par André Le Nôtre. Suivront en 2003 La collection Hauslooserli édité à Genève, puis Witnesses tell of a disappearance story édité à Lausanne en 2004, Album édité en 2004, puis en 2005 99 web-found sentences publié par Nieves à Zurich.
De 2006 à 2011, il collabore à la création de livres d'artistes dont les auteurs sont basés en Suisse tels que Jérémie Gindre, Frédéric Post, ou à l'étranger (voir la liste des auteurs dans l'ouvrage The complete series of Boabooks artists' notepads, edition fink, 2015, collection fink twice). 
Il fonde en septembre 2007 les éditions Boabooks,,spécialisées dans la publication de livres d'artistes.
Cet intérêt pour le livre d'artiste l'amène à publier des fac-similés (Tom Wasmuth, Laurence Whitfield, Laurence Whitfield, 2015, Ulises Carrión, In alphabetical order, 2016) et des ouvrages sur la notion d'archive (Frédéric Post, Anonymous engravings on ecstasy pills, 2009, Miriam Sturzenegger, Der Nebel ist ein helles Dunkel = The fog is a light darkness, 2010, Izet Sheshivari, Blank Book Makers, 2012, Susan Hiller, The artist's palette alphabet, 2013). Créateur de livres d'artistes (Les livres dont vous n'êtes pas le héros, Genève, 2012, Art-Rite, 2012, Imaginary letters, 2015), il est aussi designer graphique de livres d'artistes d'autres auteurs : Fabienne Radi, Smacks, 2008, livre-objet, Eric Watier, Inventory of destruction, 2012 et Esteban Pagés, COBE, 1992, WMAP, 2003, 2013. Les ouvrages précédemment cités ont été publiés aux éditions Boabooks.
La Bibliothèque d'art et d'archéologie (Genève) conserve quatre livres d'artistes uniques d'Izet Sheshivari : Album (2004), Guerre et paix (2008), Set 6 (2009) et Close-ups : from the golden age of the silent cinema (2010) ; ils ont été présentés, en 2010-2011, lors de l’exposition Close-ups, Boabooks, auprès de Forde, à Genève.
En 2011, il fonde The Liberated Page, une association pour la promotion des livres d'artistes. Pour ce faire, elle organise des expositions sur les nouvelles formes du livre d’artiste, notamment Blank book makers en 2012, The Liberated Page en 2014 et The Next Page en 2016. De 2008 à 2016, il participe à plus de 50 foires (notamment avec Georg Rutishauser, édition fink, Zurich) et également à des colloques et à des ateliers autour du livre d’artiste, en Suisse (Berne) et à l’étranger : Académie Gerrit Rietveld, Amsterdam, The Royal Institute of Art, Stockholm (Kungliga Konsthögskolan), École nationale supérieure des beaux-arts de Lyon et École supérieure des arts décoratifs de Strasbourg.
La Bibliothèque nationale suisse (BNS) à Berne présente certains de ses ouvrages lors de l’exposition Unikat - Unicum (du 22 novembre 2014 au 28 février 2015). Cette exposition est la première d'une série ayant pour thème "les livres d'artistes du Cabinet des estampes de la Bibliothèque nationale suisse".

## Récompenses et distinctions
Il est lauréat de la bourse Lissignol-Chevalier et Galland (Genève) 2009-2010.
Le livre de Pierre Schwerzmann, édité par Boabooks en 2013, est primé par l'Office fédéral de la culture dans le cadre du concours des plus beaux livres suisses,,.

## Sélection d'expositions personnelles
- 2004 : After art school, La Rada, Locarno
- 2004 : Réouverture, Duplex, Genève
- 2010-2011 : Close-ups, Boabooks, Forde, Genève, du 17 décembre 2010 au 8 janvier 2011[11]
- 2017-2018 : Orphan papers, Kunstbibliothek Sitterwerk, Saint Gall, du 12 novembre 2017 au 28 janvier 2018[17],[18],[19]

## Sélection d'expositions collectives
- 2005 : Menu, La Fabbrica, Losone & La Rada, spazio per l'arte contemporanea, Locarno
- 2005 : Multiples et objets dérivés, Galerie J, Genève, vernissage le 15 septembre 2005[20]
- 2008 : Ça prend, Fabienne Radi, Jérémie Gindre, Izet Sheshivari, Les Halles, Porrentruy, du 17 février au 6 avril 2008[21]
- 2009 : Bourses de la Ville, Fonds Berthoud, Lissignol-Chevalier et Galland pour la jeune création, Centre d’art contemporain, Genève, du 4 septembre au 4 octobre 2009[22]
- 2011-2012 : Made in Genève, Bibliothèque d'art et d'archéologie, Genève, du 7 novembre 2011 au 31 mai 2012[23]
- 2012 : Blank book makers, Fonderie Kugler, Genève, du 2 au 17 juin 2012, Izet Sheshivari et Ramaya Tegegne, commissaires d'exposition[24]
- 2012-2013 : Art Rite n.16, Printed Matter, New York, Izet Sheshivari commissaire d'exposition, durée de l'exposition : 2 semaines à partir du 21 décembre 2012[25]
- 2012-2013 : D'après Giorgio, Maison musée de Giorgio De Chirico, Rome, du 28 janvier 2012 au 27 janvier 2013[26]
- 2014 : Pierre Schwerzmann & Together with Boabooks, Galerie Skopia, Genève, du 16 janvier au 1er mars 2014, Izet Sheshivari commissaire d'exposition[27],[28]
- 2014 : The Liberated Page, Le Commun, Bâtiment d'art contemporain, Genève, du 20 novembre au 28 décembre 2014, Izet Sheshivari commissaire d'exposition[16],[29]
- 2014-2015 : Unikat – Unicum. Livres d’artistes du Cabinet des estampes, Bibliothèque nationale suisse, Berne, du 22 novembre 2014 au 28 février 2015[30]
- 2015 : Books & Co., Galerie Gagosian, Paris, du 12 mars au 7 mai 2015[31]
- 2015 : Accadrà domani, Museo Marino Marini (Firenze) (it), Florence, du 21 février au 9 mai 2015[32]
- 2015 : Fink twice 505 — The complete series of Boabooks artists' notepads, Circuit, Lausanne, le 5 décembre 2015[33]
- 2015 : Swiss art awards dans le cadre d'Art Basel[34],[35], du 15 au 21 juin 2015
- 2015-2016 : Le livre dans le livre, Les Abattoirs, Médiathèque, Toulouse, du 15 octobre 2015 au 16 janvier 2016[36]
- 2015-2016 : Le livre de photographie et ses auteurs, Bibliothèque nationale suisse, Berne, du 28 novembre 2015 au 13 février 2016[37]
- 2016 : The Next Page, NY Art Book Fair, New York, du 16 au 18 septembre 2016, Izet Sheshivari commissaire d'exposition

## Collections publiques

### Suisse
- Bibliothèque nationale suisse, Berne [38]
- Bibliothèque d'art et d'archéologie (Genève), Genève dont 4 livres uniques : Album (2004), Guerre et Paix (2008), Set 6 (2009), Close-ups : from the golden age of the silent cinema (2010)[39]
- Bibliothèque de Genève[40]
- BIbliothèques du catalogue Swissbib (de)[41]

### Union européenne
- Museo Marino Marini, Florence[42]
- Bibliothèque Kandinsky : centre de documentation et de recherche du Musée national d'Art moderne (Centre national d'art et de culture Georges-Pompidou) : Frédéric Post, Anonymous engravings on ecstasy pills, Genève, Boabooks, 2009, exemplaire no 99/500
- Musée d'art contemporain de Barcelone[43]